# Камышев, Евгений Викторович
Евгений Викторович Камышев (1 января 1924 — 21 августа 2014) — старший сержант Советской Армии, участник Великой Отечественной войны, полный кавалер ордена Славы.

## Биография
Родился 1 января 1924 года в Гжатске (ныне — город Гагарин Смоленской области). Окончил неполную среднюю школу. В 1942 году Камышев был призван на службу в Рабоче-крестьянскую Красную Армию. С августа того же года — на фронтах Великой Отечественной войны.
К августу 1944 года гвардии сержант Евгений Камышев был старшиной стрелковой роты 174-го гвардейского стрелкового полка 57-й гвардейской стрелковой дивизии 8-й гвардейской армии 1-го Белорусского фронта. 7-8 августа 1944 года он, несмотря на массированный вражеский огонь, доставлял боеприпасы на передовую, лично участвовал в бою, уничтожив несколько немецких солдат. 12 августа 1944 года был награждён орденом Славы 3-й степени.
30 января 1945 года Камышев, бывший к тому времени автоматчиком в том же полку, два раза ходил вместе с разведгруппой в разведку, где вместе с товарищами взял в плен 3 вражеских солдат. 10 февраля 1945 года был награждён вторым орденом Славы 3-й степени. Указом Президиума Верховного Совета СССР от 19 декабря 1991 года этот орден в порядке перенаграждения был ему заменён на орден Славы 1-й степени.
К марту 1945 года Камышев был помощником командира стрелкового взвода того же полка. В бою под германским городом Бонодорф он в составе разведгруппы взял в плен 2 немецких солдат, а затем отрезал пути отхода немецкому подразделению, захватив в плен ещё 11 солдат и офицеров. 31 марта 1945 года Камышев был награждён орденом Славы 2-й степени.
В 1946 году Камышев был демобилизован. Вернулся в Гжатск, где проживал до конца жизни. Находился на партийных и профсоюзных должностях, возглавлял Гагаринский районный совет ветеранов.
Почётный гражданин Смоленской области, Почётный гражданин Гагарина. Был также награждён орденом Отечественной войны 1-й степени и рядом медалей.
Его именем названа Средняя общеобразовательная школа № 2 в городе Гагарин.
Скончался 21 августа 2014 года, похоронен на Вознесенском кладбище Гагарина.